# علی شادمان
محمدعلی شادمان (زادهٔ ۴ آذر ۱۳۷۵) بازیگر ایرانی است. نخستین حضور سینمایی او در فیلم درام میم مثل مادر (۱۳۸۵) بود که برایش برندهٔ جایزهٔ بهترین بازیگر کودک از جشنواره بین‌المللی فیلم رشد شد. او در زمانی برای دوست‌داشتن (۱۳۸۶) ظاهر شد و نقش برجستهٔ خود را در رؤیای سینما (۱۳۹۰) به دست آورد که در آن نقش یک بازیگر نوجوان مشتاق را ایفا می‌کند. شادمان برای بازی در مجموعهٔ تلویزیونی سرزمین مادری (۱۳۹۲) و کیمیا (۱۳۹۴) به شهرت بیشتری رسید.
شادمان نقش مکملی در شنای پروانه (۱۳۹۸) از محمد کارت داشت و برای بازی در نقش اصلی مجموعهٔ یاغی (۱۴۰۱) از این کارگردان مورد تحسین قرار گرفت و نامزد جایزهٔ حافظ شد. او نقش اصلی فیلم‌های مردن در آب مطهر (۱۳۹۸) و تابستان همان سال (۱۴۰۲) را بازی کرد و نامزد دریافت سیمرغ بلورین بهترین بازیگر مرد جشنواره فیلم فجر شد.

## زندگی
محمدعلی شادمان اصالتاً کُرد در ۴ آذر ۱۳۷۵ در ایلام به دنیا آمد. اولین فعالیت او در سینما مربوط به بازی در درام میم مثل مادر (۱۳۸۵) بود. کارگردان فیلم رسول ملاقلی‌پور او را به‌دلیل توانایی که در نواختن ویلن داشت، برای این نقش انتخاب کرد. داستان این فیلم با بازی گلشیفته فراهانی، بعد از وقایع بمباران شیمیایی سردشت جریان دارد و او در آن نقش کودکی به نام سعید را ایفا می‌کند که با مشکلات ژنتیکی به دنیا آمده‌است. او برای این نقش برندهٔ جایزهٔ بهترین بازیگر کودک از جشنواره بین‌المللی فیلم رشد شد.
شادمان در مدت زمان بازی در مجموعه سرزمین مادری، با تزریق آمپول ضد رشد، قد خود را ثابت و چهره کودکی خود را بدون تغییر نگه داشت.

## فیلم‌شناسی

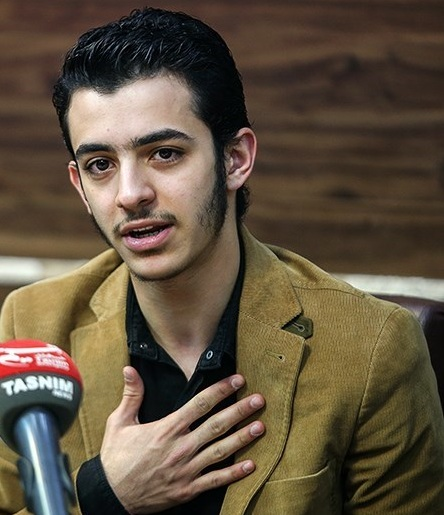
شادمان در ۱۳۹۴

### سینما
| سال  | نام فیلم             | کارگردان                         | نقش   |
| ---- | -------------------- | -------------------------------- | ----- |
| ۱۴۰۲ | آدم فروش             | محمود کلاری                      |       |
| ۱۳۹۸ | شنای پروانه          | محمد کارت                        | اشکان |
| ۱۳۹۸ | مردن در آب مطهر      | نوید محمودی                      | سهراب |
| ۱۳۹۷ | مهمانخانه ماه نو     | تاکفومی تسوتسویی                 | سهند  |
| ۱۳۹۷ | جان‌دار               | حسین امیری دوماری پدرام پورامیری | وحید  |
| ۱۳۹۷ | ما همه با هم هستیم   | کمال تبریزی                      | حسین  |
| ۱۳۹۷ | شین                  | میثم کزازی                       | سینا  |
| ۱۳۹۵ | ویلایی‌ها             | منیر قیدی                        | الیاس |
| ۱۳۹۴ | اروند                | پوریا آذربایجانی                 |       |
| ۱۳۹۴ | یتیم‌خانه ایران       | ابوالقاسم طالبی                  | حسام  |
| ۱۳۹۳ | ساکن طبقه وسط        | شهاب حسینی                       |       |
| ۱۳۹۰ | رؤیای سینما          | علی شاه‌حاتمی                     |       |
| ۱۳۸۷ | کلانتری غیرانتفاعی   | یدالله صمدی                      |       |
| ۱۳۸۶ | زمانی برای دوست‌داشتن | ابراهیم فروزش                    | بابک  |
| ۱۳۸۶ | صد سال به این سال‌ها  | سامان مقدم                       |       |
| ۱۳۸۵ | میم مثل مادر         | رسول ملاقلی‌پور                   | سعید  |

### تلویزیون
| سال       | نام مجموعه       | کارگردان          | نقش            | پخش از | توضیحات                   |
| --------- | ---------------- | ----------------- | -------------- | ------ | ------------------------- |
| ۱۳۹۷      | دیوار به دیوار ۲ | سامان مقدم        | آرمان خلیل‌زاده | شبکه ۳ |                           |
| ۱۳۹۶      | دیوار به دیوار ۱ | سامان مقدم        | آرمان خلیل‌زاده | شبکه ۳ |                           |
| ۱۳۹۶      | محکومین          | سید جمال سیدحاتمی | سهیل موحدی     | شبکه ۱ | حضور در یک قسمت( قسمت ۶)  |
| ۱۳۹۵      | ماه و پلنگ       | احمد امینی        | سهیل نعیمی     | شبکه ۳ |                           |
| ۱۳۹۴      | کیمیا            | جواد افشار        | کیوان پارسا    | شبکه ۲ |                           |
| ۱۳۸۹–۱۳۸۷ | سرزمین مادری     | کمال تبریزی       | رهی اردکانی    | شبکه ۳ | حضور در فصل اول( ۲۱ قسمت) |

### نمایش خانگی
| سال  | عنوان              | نقش        | کارگردان         | انتشار از | توضیحات                      |
| ---- | ------------------ | ---------- | ---------------- | --------- | ---------------------------- |
| ۱۴۰۳ | بلیط یکطرفه        | شاهین      | پوریا حیدری اوره | نماوا     |                              |
| ۱۴۰۱ | مهمونی             | خودش       | ایرج طهماسب      | نماوا     | بازیگر مهمان فصل اول قسمت ۲۳ |
| ۱۴۰۱ | یاغی               | جاوید گنجی | محمد کارت        | فیلیمو    |                              |
| ۱۳۹۹ | می‌خواهم زنده بمانم | کاوه حقی   | شهرام شاه‌حسینی   | فیلیمو    |                              |

## تئاتر
- قصر موروثی خاندان فرانکنشتاین - آتیلا پسیانی (۱۳۹۸)
- بداهه - آروند دشت آرای (۱۳۹۸)
- شاه ماهی - رضا بهاروند (تقدیر ۳۸امین دوره جشنواره بین‌المللی تئاتر فجر) (۱۳۹۸)
- زهرماری - علی احمدی (۱۳۹۷)
- طناب - نصیر ملکی جو (۱۳۹۷)
- سماعی زاده - رضا بهاروند (۱۳۹۶)
- زبان تمشک‌های وحشی - شیوا مسعودی (۱۳۹۶)
- نمایش نامه خوانی حشره - آیدا کیخایی (۱۳۹۵)
- مردگان بی کفن و دفن - منوچهر هادی (۱۳۹۴)
- خشم اژدها - علی احمدی (۱۳۹۴)

## جوایز و افتخارات
- ۱۳۸۶: بهترین بازیگر کودک برای فیلم میم مثل مادر در سی و هفتمین دورهٔ جشنوارهٔ بین‌المللی فیلم رشد
- ۱۳۸۷:جایزهٔ ویژهٔ جشنوارهٔ سینه‌کید هلند برای فیلم زمانی برای دوست داشتن[۸][۹]
- ۱۳۸۷: پروانهٔ زرین بهترین بازیگر کودک و نوجوان برای فیلم زمانی برای دوست داشتن در بیست و دومین دورهٔ جشنوارهٔ بین‌المللی فیلم‌های کودکان و نوجوانان[۱۰]
- ۱۳۹۰: پروانهٔ زرین بهترین بازیگر کودک و نوجوان برای فیلم رؤیای سینما در بیست و پنجمین دورهٔ جشنوارهٔ بین‌المللی فیلم‌های کودکان و نوجوانان[۱۱]
- ۱۳۹۸: نامزد دریافت سیمرغ بلورین بهترین بازیگر نقش اول مرد برای فیلم مردن در آب مطهر در سی و هشتمین دورهٔ جشنوارهٔ فیلم فجر
- ۱۴۰۲: نامزد دریافت جایزه بهترین بازیگر نقش اول مرد برای سریال یاغی در جشن حافظ[۱۲]
- ۱۴۰۲: نامزد دریافت سیمرغ بلورین بهترین بازیگر نقش اول مرد برای فیلم تابستان همان سال در چهل و دومین دورهٔ جشنوارهٔ فیلم فجر[۱۳]